# Nathaly Terrones
Nathaly Andrea Terrones Sierra (Lima, 4 de mayo de 1995) es una médica cirujana, bombera voluntaria y modelo peruana. Representó a su país natal en el certamen internacional  Miss Supranational 2024 en Polonia quedando en el top 16. Fue designada como Miss Tourism World Perú en julio de 2023 tras ser designada por quedar como segunda finalista del certamen nacional Miss Perú 2023. Representó a Perú en Miss Supranacional 2024. 

## Biografía
Terrones nació en Lima, Perú en 1995. Se graduó en Medicina Humana, obteniendo su título como médica cirujana por la Universidad Científica del Sur, carrera con la que trabaja desde el 2020, atendiendo a pacientes durante la pandemia de COVID-19. Es bombera en Compañía Nacional de Bomberos Voluntarios Lima N°4, ubicada en el distrito limeño de Lince hace varios años.

## Concursos de Belleza

### Miss Lima Centro 2016
Terrones participó en Miss Lima Centro, el 25 de junio de 2016, alzándose con el título regional de Miss Lima Centro.

### Miss Perú Lima Este 2022
El 27 de junio de 2022, Terrones vuelve a ganar un concurso, esta vez el certamen regional Miss Lima Este 2022 siendo coronada por su directora regional, Alicia Cedrón Aguirre.

### Miss Perú 2023
El 18 de mayo de 2023, logra quedar como segunda finalista del certamen nacional Miss Perú 2023. Meses después, la directora de Miss Perú, Jessica Newton, designa a Nathaly Terrones como Miss Tourism World Perú 2023, evento que se llevará acabó en diciembre de 2023.

### Miss Tourism World 2023
En 2024, Nathaly será la representante de Perú en el certamen internacional. 

### Miss Supranational Perú 2024
El 2 de abril de 2024, en el BTH Hotel en Lima, Perú, fue coronada como la ganadora del certamen Miss Supranational Perú 2024.